# Mistrzostwa Świata w Lekkoatletyce 2013 – bieg na 10 000 m kobiet
Bieg na 10 000 metrów kobiet – jedna z konkurencji rozgrywanych podczas lekkoatletycznych mistrzostw świata na Łużnikach w Moskwie.
W zawodach (z powodu przerwy macierzyńskiej) nie wzięła udziału obrończyni tytułu mistrzowskiego z 2011 roku – Kenijka Vivian Cheruiyot.

## Terminarz
| Data        | Godzina |       |
| ----------- | ------- | ----- |
| 11 sierpnia | 21:05   | Finał |

## Statystyka

### Rekordy
Tabela prezentuje rekord świata, rekordy poszczególnych kontynentów, mistrzostw świata, a także najlepszy rezultat na świecie w sezonie 2013 przed rozpoczęciem mistrzostw.
|                            | Zawodnik           | Wynik    | Miejsce    | Data                  |
| -------------------------- | ------------------ | -------- | ---------- | --------------------- |
| Rekord świata              | Wang Junxia        | 29:31,78 | Pekin      | 8 września 1993(dts)  |
| Listy światowe             | Meseret Defar      | 30:08,06 | Sollentuna | 27 czerwca 2013(dts)  |
| Rekord mistrzostw świata   | Berhane Adere      | 30:04,18 | Paryż      | 23 sierpnia 2003(dts) |
| Rekord Afryki              | Meselech Melkamu   | 29:53,80 | Utrecht    | 14 czerwca 2009(dts)  |
| Rekord Azji                | Wang Junxia        | 29:31,78 | Pekin      | 8 września 1993(dts)  |
| Rekord Ameryki Północnej   | Shalane Flanagan   | 30:22,22 | Pekin      | 15 sierpnia 2008(dts) |
| Rekord Ameryki Południowej | Carmem de Oliveira | 31:47,76 | Stuttgart  | 21 sierpnia 1993(dts) |
| Rekord Europy              | Elvan Abeylegesse  | 29:56,34 | Pekin      | 15 sierpnia 2008(dts) |
| Rekord Australii i Oceanii | Kimberley Smith    | 30:35,54 | Palo Alto  | 4 maja 2008(dts)      |

### Listy światowe
Tabela przedstawia 10 najlepszych wyników uzyskanych w sezonie 2013 przed rozpoczęciem mistrzostw.
| lp. | Zawodniczka      | Wynik    | Data       | Miejsce    |
| --- | ---------------- | -------- | ---------- | ---------- |
| 1.  | Meseret Defar    | 30:08,06 | 27 czerwca | Sollentuna |
| 2.  | Tirunesh Dibaba  | 30:26,67 | 27 czerwca | Ostrawa    |
| 3.  | Gladys Cherono   | 30:29,23 | 27 czerwca | Ostrawa    |
| 4.  | Beleynesh Oljira | 30:31,44 | 27 czerwca | Ostrawa    |
| 5.  | Ababel Yeshaneh  | 30:35,91 | 27 czerwca | Ostrawa    |
| 6.  | Sule Utura       | 30:55,50 | 27 czerwca | Ostrawa    |
| 7.  | Linet Masai      | 31:02,89 | 27 czerwca | Ostrawa    |
| 8.  | Shalane Flanagan | 31:04,85 | 29 marca   | Palo Alto  |
| 9.  | Hitomi Niiya     | 31:06:67 | 7 czerwca  | Tokio      |
| 10. | Afera Godfay     | 31:08,23 | 27 czerwca | Sollentuna |

## Minima kwalifikacyjne
Aby zakwalifikować się do mistrzostw, należało wypełnić minimum kwalifikacyjne. Każdy komitet narodowy mógł zgłosić maksymalnie trzy zawodniczki do startu w tej konkurencji. Jedna z nich mogła mieć spełnione minimum B, pozostałe musiały wypełnić warunek A. Dodatkowo pierwszych 15 zawodników oraz zawodniczek z Mistrzostw Świata w Biegach Przełajowych 2013 zostało automatycznie zakwalifikowanych do startu w tej konkurencji i są uważani jako spełnili minimum A.
| Minimum A | Minimum B |
| --------- | --------- |
| 31:45,00  | 32:05,00  |

## Rezultaty

### Finał
| Poz. | Zawodniczka            | Reprezentacja     | Czas     | Uwagi |
| ---- | ---------------------- | ----------------- | -------- | ----- |
| 01 ! | Tirunesh Dibaba        | Etiopia           | 30:43,35 |       |
| 02 ! | Gladys Cherono         | Kenia             | 30:45,17 |       |
| 03 ! | Beleynesh Oljira       | Etiopia           | 30:46,98 |       |
| 4.   | Emily Chebet           | Kenia             | 30:47,02 | PB    |
| 5.   | Hitomi Niiya           | Japonia           | 30:56,70 | PB    |
| 6.   | Shitaye Eshete         | Bahrajn           | 31:13,79 | SB    |
| 7.   | Selly Chepyego Kaptich | Kenia             | 31:22,11 | PB    |
| 8.   | Shalane Flanagan       | Stany Zjednoczone | 31:34,83 |       |
| 9.   | Ababel Yeshaneh        | Etiopia           | 32:02,09 |       |
| 10.  | Christelle Daunay      | Francja           | 32:04,44 | SB    |
| 11.  | Marisol Romero         | Meksyk            | 32:16,36 |       |
| 12.  | Jordan Hasay           | Stany Zjednoczone | 32:17,93 |       |
| 13.  | Ana Dulce Félix        | Portugalia        | 32:36,73 |       |
| 14.  | Amy Hastings           | Stany Zjednoczone | 32:51,19 |       |
| 15.  | Karolina Jarzyńska     | Polska            | 32:54,15 |       |
| 16.  | Juliet Chekwel         | Uganda            | 32:57,02 | NR    |
| 17.  | Gulszat Fazlitdinowa   | Rosja             | 33:31,49 |       |
| 18 ! | Sabrina Mockenhaupt    | Niemcy            | DNF      |       |
| 18 ! | Lara Tamsett           | Australia         | DNF      |       |